# Серампюи
Серампюи́ (фр. Sérempuy) — коммуна во Франции, находится в регионе Юг — Пиренеи. Департамент — Жер. Входит в состав кантона Мовзен. Округ коммуны — Кондом.
Код INSEE коммуны — 32431.

## География

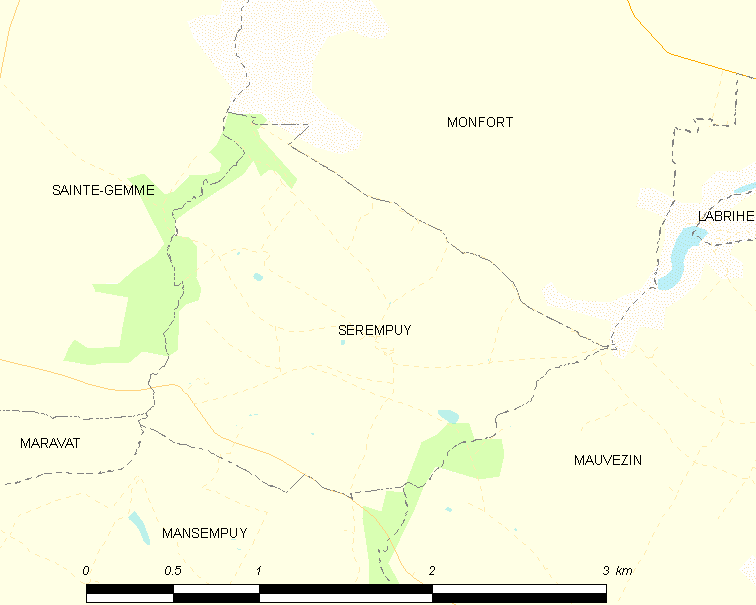
Карта коммуны

Коммуна расположена приблизительно в 580 км к югу от Парижа, в 55 км западнее Тулузы, в 24 км к северо-востоку от Оша.
По территории коммуны протекают реки Бараж (фр. Barage) и Орб.

## Климат
Климат умеренно-океанический. Лето жаркое и немного дождливое, температура часто превышает 35 °С. Зимой часто бывает отрицательная температура и ночные заморозки. Годовое количество осадков — 700—900 мм.

## Население
Население коммуны на 2010 год составляло 37 человек.
| 1962 | 1968 | 1975 | 1982 | 1990 | 1999 | 2010 |
| ---- | ---- | ---- | ---- | ---- | ---- | ---- |
| 87   | 67   | 48   | 35   | 29   | 29   | 37   |

## Администрация
| Период | Период | Фамилия    | Партия | Примечания |
| ------ | ------ | ---------- | ------ | ---------- |
| 2001   | 2020   | Серж Дьяна |        |            |

## Экономика
В 2010 году среди 28 человек трудоспособного возраста (15-64 лет) 22 были экономически активными, 6 — неактивными (показатель активности — 78,6 %, в 1999 году было 81,3 %). Из 22 активных жителей работали 20 человек (9 мужчин и 11 женщин), безработных было 2 (2 мужчин и 0 женщин). Среди 6 неактивных 1 человек был учеником или студентом, 3 — пенсионерами, 2 были неактивными по другим причинам.

## Достопримечательности
- Церковь Св. Августина (1820 год)
- Замок Серампюи